# 叶夫根尼·巴尔米扬采夫
叶夫根尼·尼古拉耶维奇·巴尔米扬采夫（俄語：Евгений Николаевич Бармянцев，1943年12月10日—2018年12月18日），前苏联和俄罗斯军事人物。总参谋部情报总局中将。俄罗斯联邦驻南联盟大使馆武官（1992年- 2001年）。

## 生平
1943年生于斯大林格勒。1962年开始在苏联武装力量服役。1965年毕业于第比利斯高等炮兵指挥学校。1975年毕业于苏联国防部军事外交学院。1977年至1983年，苏联驻美国大使馆武官助理。1992年至2001年，俄罗斯联邦驻南联盟大使馆武官。1999年6月，参与俄军率先占领行动。2000年被授予俄罗斯联邦英雄荣誉称号。2003年11月退役。2004年8月至2005年4月，“第三种选择”私营有限公司总裁顾问。2005年开始担任俄罗斯航空配件开放式股份公司第一副总裁。2018年12月18日在莫斯科去世。葬于特罗耶库罗夫公墓。